# Theodoxus brauneri
Theodoxus brauneri is een slakkensoort uit de familie van de Neritidae. De wetenschappelijke naam van de soort is voor het eerst geldig gepubliceerd in 1908 door Lindholm.